# Krasny Jar Krasnojarsk
Der Krasny Jar Krasnojarsk (russisch Красный Яр Красноярск) ist ein russischer Rugby-Union-Verein aus Krasnojarsk.

## Geschichte
Der Verein wurde 1969 als Politechnik Krasnojarsk (Политехник) gegründet. 1981 erfolgte eine Umbenennung in EkskawatorTjaschStroi Krasnojarsk (ЭкскаваторТяжСтрой). Den heutigen Namen trägt der zehnmalige russischer Meister seit 1990. In der Saison 2008 belegte das Team den vierten Rang in der russischen Meisterschaft.

## Erfolge
- Russischer Meister: 1990, 1991, 1992, 1994, 1995, 1996, 1997, 1998, 2000, 2001, 2013, 2015
- Russischer Vizemeister: 1988, 1993, 1999, 2002, 2006, 2011
- Russischer Pokalsieger: 1995, 1996, 1998, 2002, 2006